# Cingula winslowae
Cingula winslowae is een slakkensoort uit de familie van de Rissoidae. De wetenschappelijke naam van de soort is voor het eerst geldig gepubliceerd in 1928 door Bartsch.